# Atelier Vitrification Marcoule
Das Atelier Vitrification Marcoule (AVM) ist eine inzwischen stillgelegte Anlage zur Verglasung hochradioaktiver Flüssigabfälle. Die am Standort der stillgelegten Wiederaufarbeitungsanlage UP1 in Marcoule befindliche Anlage war von 1978 bis 1999 in Betrieb. Sie war die erste Anlage ihrer Art. Insgesamt wurden rund 1900 m³ Flüssig-HAW zu etwa 2500 Glasblöcken verarbeitet. Das nach der Anlage benannte AVM-Verfahren wurde für die Wiederaufarbeitungsanlage La Hague weiterentwickelt und wird seit den 1990er Jahren auch in der Verglasungsanlage WVP in Sellafield eingesetzt. Ursprünglich ging die Anlage aus einer Pilotanlage "Pivor" aus dem Jahr 1968 hervor. Im Jahr 1978 dann wurde AVM in Betrieb genommen.

## Verfahren
Der AVM-Prozess besteht aus zwei Stufen. Im ersten Schritt wird das hochradioaktive Konzentrat in einem Drehrohrofen getrocknet und kalziniert. Im zweiten Schritt erfolgt die Verglasung in einem induktiv beheizten metallischen Ofen. Die Aktivität im Ofenabgas wird durch Filter weitestgehend zurückgehalten. Das Glasprodukt (Borosilikatglas) wird in Behälter aus Edelstahl von 150 Liter Volumen abgefüllt. 
Borosilikatglas hat sich weltweit als günstigstes Material zur Immobilisierung der Spaltprodukte durchgesetzt.